# Nádražní čtvrť
Nádražní čtvrť je osada, část obce Telnice v okrese Brno-venkov. Leží v Dyjsko-svrateckém úvalu, 1 km severovýchodně od Telnice v katastrálním území Telnice u Brna. Jako evidenční část obce vznikla k 25. červenci 2022 na základě rozhodnutí zastupitelstva obce Telnice, které v lednu 2021 schválilo zřízení nové části obce. Nádražní čtvrť tvoří zástavba v okolí železniční stanice Sokolnice-Telnice, konkrétně ulic K nádraží, Na Vilách a Hliníky, tedy v severovýchodním cípu katastrálního území Telnice u Brna, která je urbanisticky svébytným celkem, odděleným zemědělskou půdou od vlastní Telnice. Naopak navazuje přímo na intravilán sousedních Sokolnic i urbanisticky oddělenou část Újezdu u Brna.
Železniční stanice Sokolnice-Telnice (původně pouze Sokolnice) byla na rozhraní katastrů Telnice a Újezdu u Brna zřízena v roce 1869 při stavbě železniční tratě Brno–Přerov. Základ Nádražní čtvrti ale vznikl až na počátku 20. století, kdy byl roku 1908 postaven naproti staniční budově první dům čp. 154. V roce 1912 vzniklo osm vilek (čp. 163–165, 167–170 a 173) při cestě ze Sokolnic k nádraží (ulice Na Vilách), které navazovaly na řadu sokolnických domů podél silnice ze Sokolnic do Újezdu u Brna. Další výstavba pokračovala po první světové válce.

## Galerie

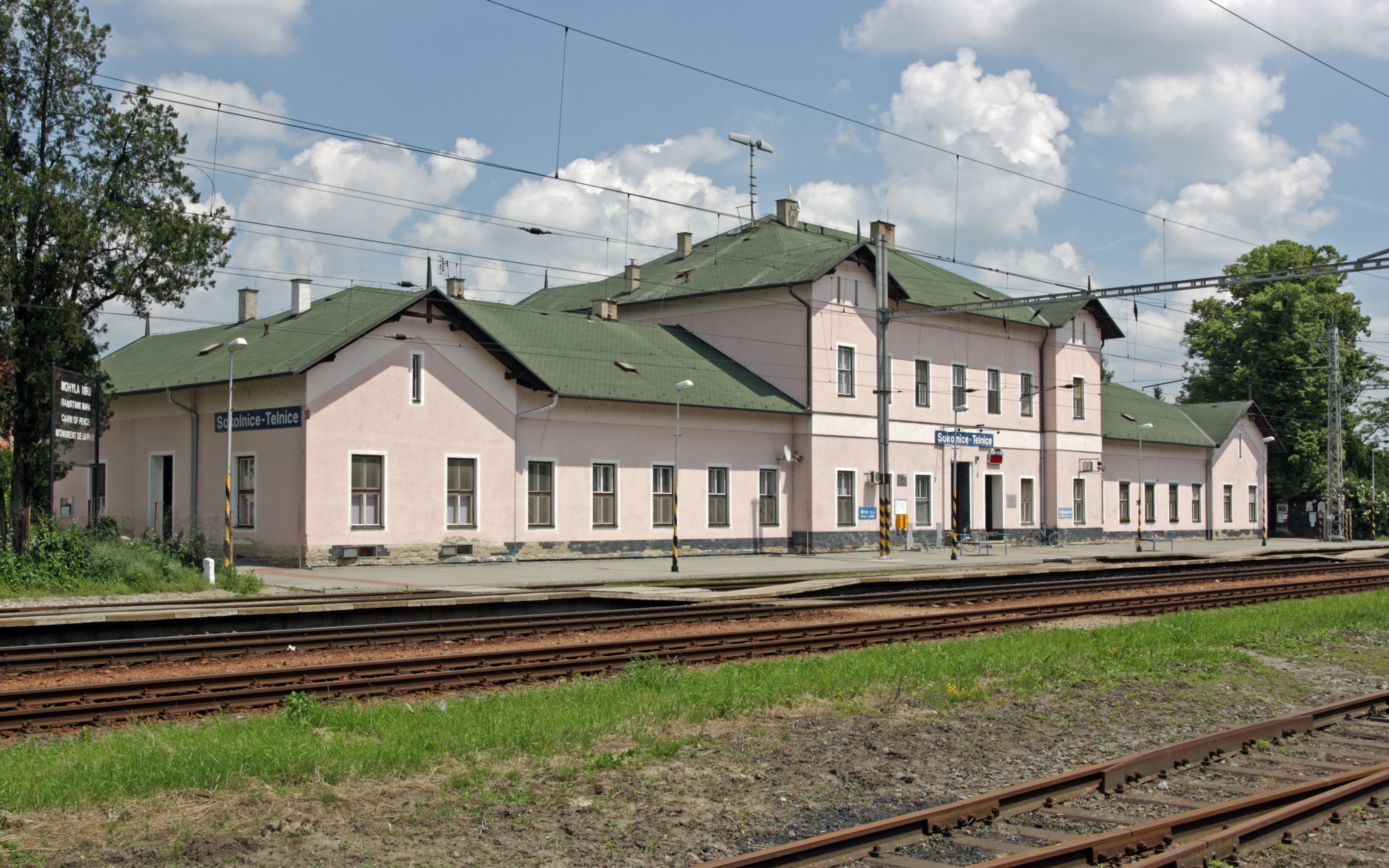
Železniční stanice Sokolnice-Telnice
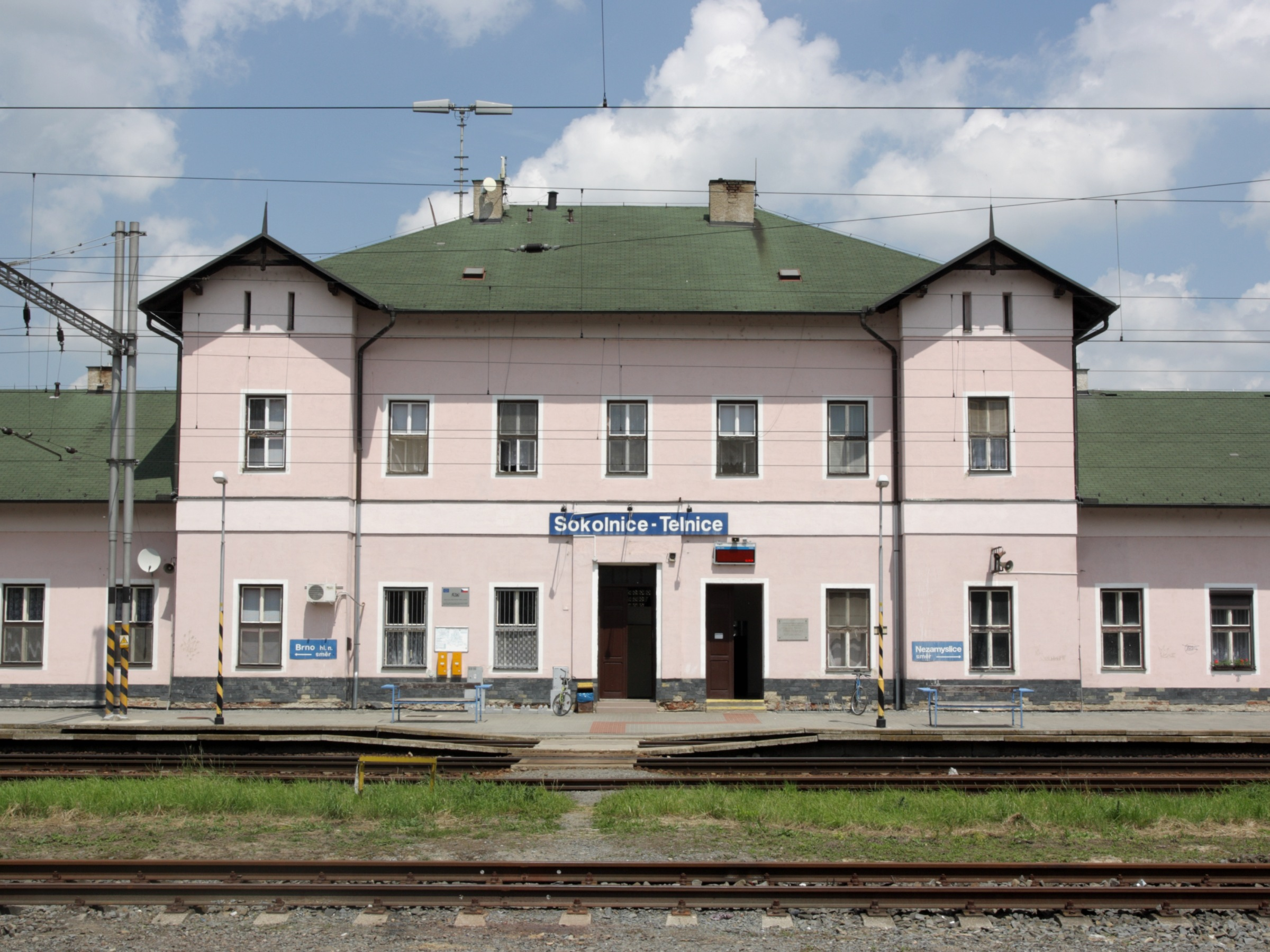
Výpravní budova stanice Sokolnice-Telnice